# Oplerclanis
Oplerclanis este un gen de molii din familia Sphingidae. 

## Specii
- Oplerclanis boisduvali - (Aurivillius, 1898)
- Oplerclanis rhadamistus - (Fabricius, 1781)